# Stellaria petiolaris
Stellaria petiolaris är en nejlikväxtart som beskrevs av Hand.-mazz. Stellaria petiolaris ingår i släktet stjärnblommor, och familjen nejlikväxter. Inga underarter finns listade i Catalogue of Life.